# Törekvés (hetilap)
Törekvés – Temesváron, Reiter Róbert szerkesztésében 1925-ben megjelent, alcíme szerint „a dolgozók érdekeit szolgáló” hetilap. Összesen kilenc száma ismert, ezekből Bodrogi Zsigmond írásai, Kóra-Korber Nándor rajzai érdemelnek említést.